# Giraldo
Giraldo  è un nome proprio di persona italiano maschile.

## Varianti
- Maschili: Gheraldo, Geraldo, Gelardo, Gilardo, Galardo
- Femminili: Giralda, Geralda
  - Alterati: Geraldina

### Varianti in altre lingue
- Alto tedesco antico: Gerwald[4]
- Francese: Géraud[1][2], Gérald[1]
  - Femminili: Géraldine[5]
- Francese antico: Giralt[4]
- Gallese: Gerallt[1][2]
- Inglese: Gerald[1][4], Jerald[1], Jerold[1], Jerrold[1]
  - Ipocoristici: Gerry[1][2]
  - Femminili: Geraldine[1][6]

- Irlandese: Gearóid[1][2], Gearalt[1]
- Latino: Giraldus[2][3]
- Olandese: Gerolt[1][2]
- Portoghese: Geraldo[1][2]
- Spagnolo: Geraldo[1]
- Tedesco: Gerald[1], Gerold[1], Gerhold[1]

## Origine e diffusione
Deriva dal nome germanico Gairowald, che, composto dai termini gaira (o ger, "lancia") e walda (o wald, waltan, "comandare", "dominare"), può essere interpretato come "dominio della lancia", "lancia dominante", "colui che comanda con la lancia" o "colui che impugna la lancia".
A proposito delle sue varianti italiane, va osservato che sia Geraldo sia la variante Giraldo devono molto all'influenza del francese sull'onomastica italiana, derivando direttamente dal francese Gérald, mentre a proposito di Gelardo e Gilardo si riscontra una semplice metatesi delle consonanti "r" e "l". Più improntate sulla pronuncia germanica sono invece le varianti Galardo e Gheraldo, anche se soprattutto nel caso di Galardo non è esclusa un'ulteriore influenza francese. Per quanto riguarda la sua diffusione in inglese, il nome venne portato in Bretagna dai Normanni nell'XI secolo: a differenza dell'Irlanda, dove rimase comune, in Inghilterra sparì durante il Medioevo, per essere poi ripreso nel XIX secolo.
Va precisato infine che, per quanto foneticamente simile, il nome Gerardo non consiste in una variante di Geraldo, anche se i due sono stati spesso confusi l'uno con l'altro.

## Onomastico
L'onomastico si può festeggiare in memoria di più santi, alle date seguenti:
- 6 febbraio, san Geraldo di Ostia, vescovo[8]
- 10 marzo, san Geraldo, vescovo[7]
- 5 aprile, san Geraldo, fondatore e primo abate di Sauve-Majeure
- 20 aprile, beato Geraldo de Salis, monaco ed eremita a Châteliers[8]
- 13 ottobre, san Geraldo d'Aurillac, nobile e religioso[8]
- 5 novembre, san Geraldo di Beziers, vescovo[8]
- 5 dicembre, san Geraldo di Braga, vescovo[7][8]

## Persone
- Giraldo del Galles, storico, scrittore e chierico gallese

### Variante Geraldo

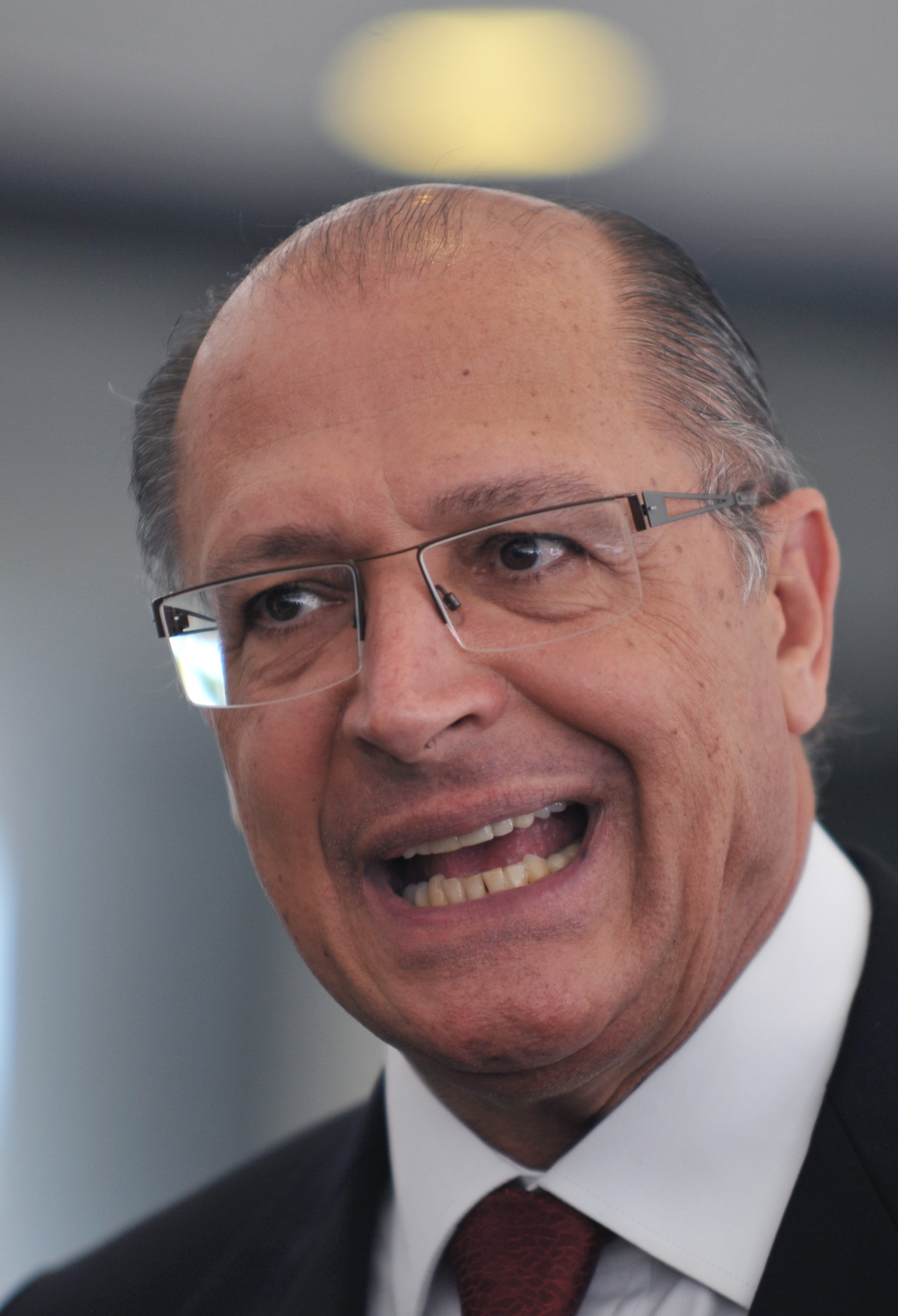
Geraldo Alckmin

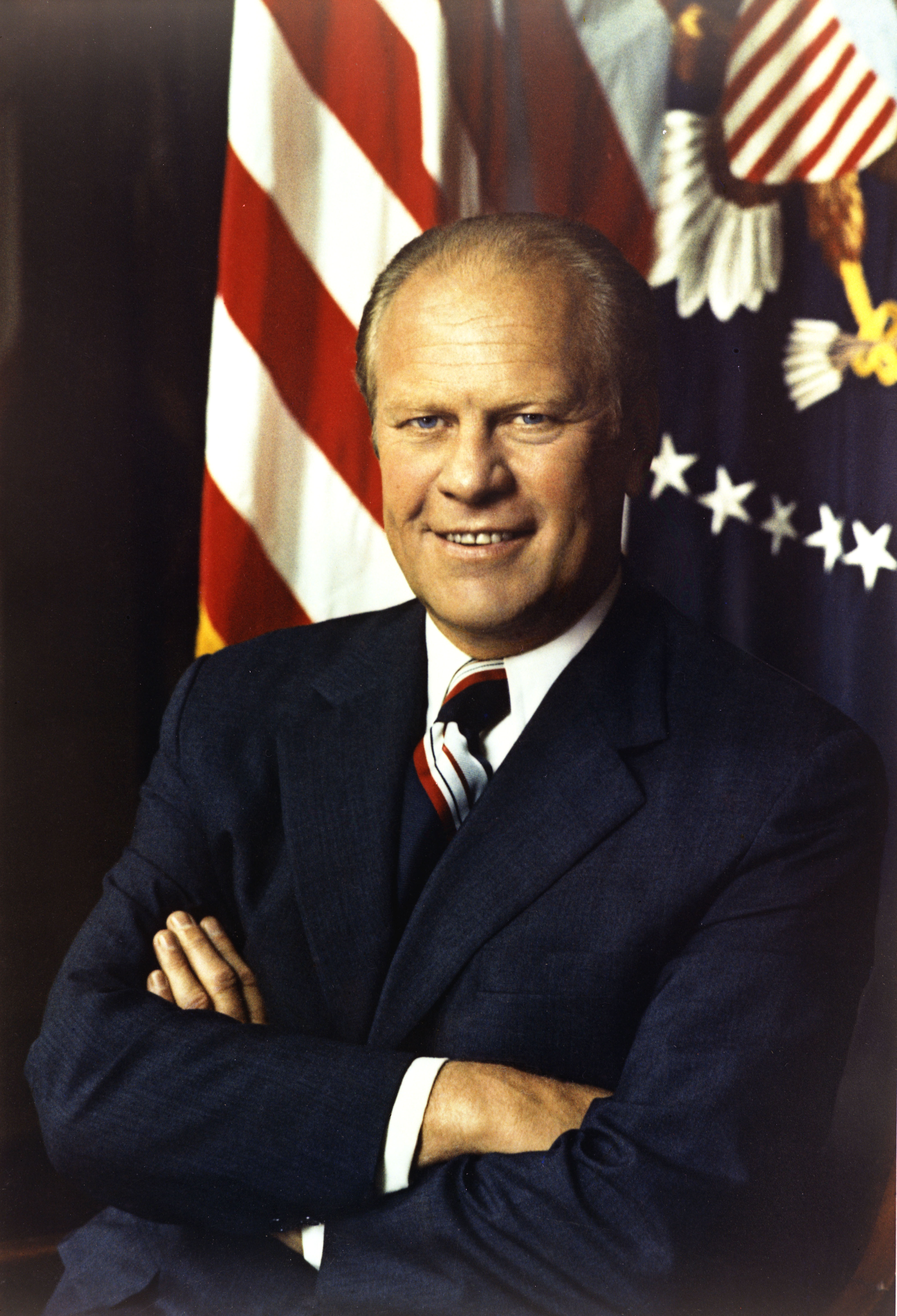
Gerald Ford

- Geraldo d'Aurillac, nobile, religioso e santo francese
- Geraldo Alckmin, medico e politico brasiliano
- Geraldo Alves, calciatore portoghese
- Geraldo Azevedo, cantautore e chitarrista brasiliano
- Geraldo Cleofas Dias Alves, calciatore brasiliano
- Geraldo Dutra Pereira, calciatore e allenatore di calcio brasiliano
- Geraldo Lapenda, filologo brasiliano
- Geraldo Majella Agnelo, cardinale e arcivescovo cattolico brasiliano
- Geraldo Mattos, scrittore ed esperantista brasiliano
- Geraldo Pereira, calciatore brasiliano
- Geraldo Vandré, cantante e compositore brasiliano

### Variante Gerald
- Gerald Battrick, tennista britannico
- Gerald Ciolek, ciclista su strada tedesco
- Gerald Durrell, naturalista, zoologo ed esploratore britannico
- Gerald Ford, politico statunitense
- Gerald Gardner, esoterista britannico
- Gerald Patterson, tennista australiano
- Gerald Scarfe, fumettista britannico

### Variante Gérald

Gérald Tremblay

- Gérald Baticle, allenatore di calcio francese
- Gérald Cid, calciatore francese
- Gérald Hardy-Dessources, pallavolista francese
- Gérald Cyprien Lacroix, arcivescovo cattolico canadese
- Gérald Merceron, rugbista a 15 e allenatore di rugby francese,
- Gérald Tremblay, politico canadese

### Altre varianti maschili
- Jerald Honeycutt, cestista statunitense
- Jerrold Immel, compositore statunitense
- Gearóid Ó Cuinneagáin, politico irlandese

### Variante femminile Geraldine

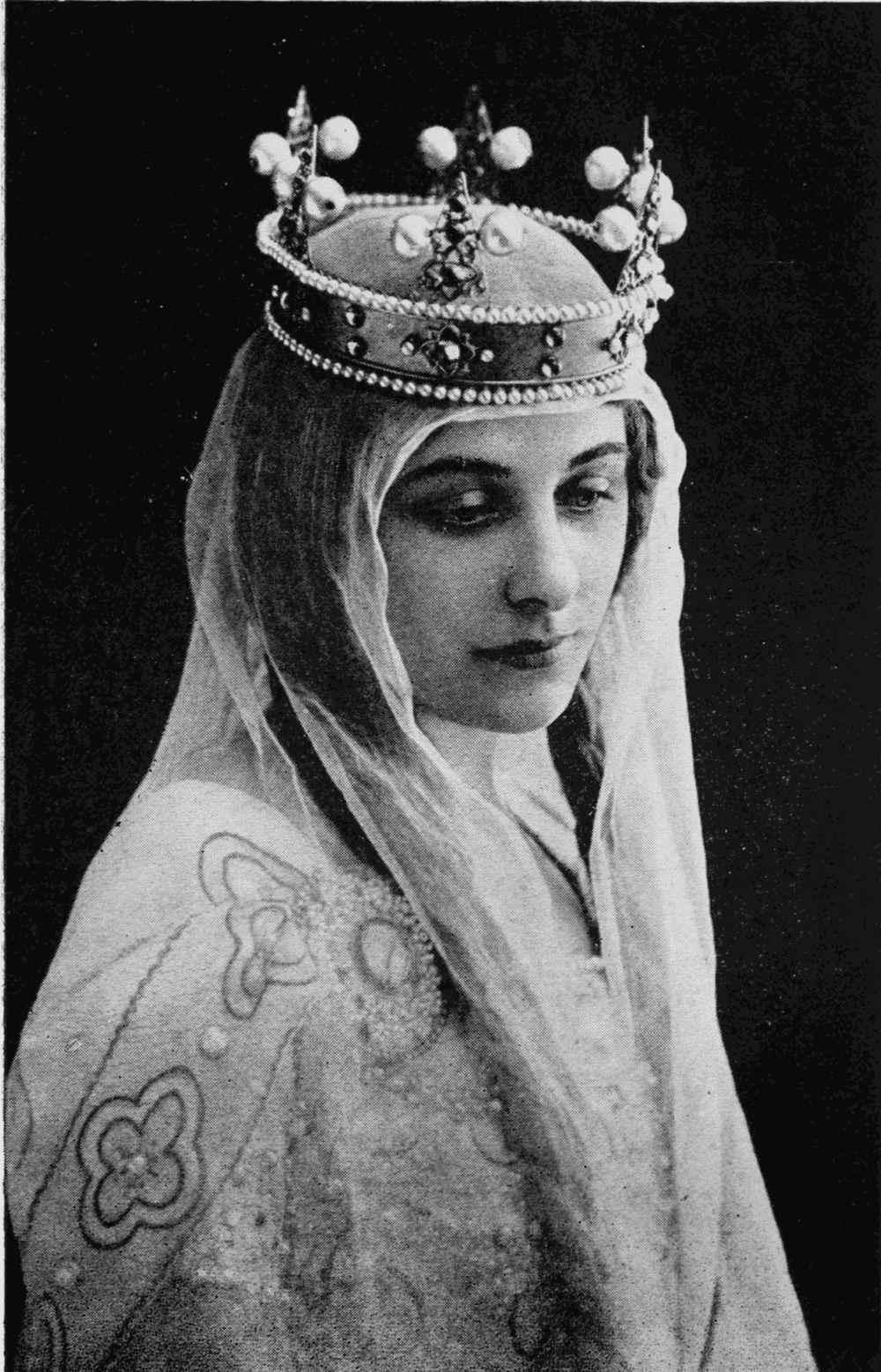
Geraldine Farrar

- Geraldine Brooks, attrice statunitense
- Geraldine Brooks, scrittrice e giornalista australiana
- Geraldine Chaplin, attrice statunitense
- Geraldine Farrar, soprano e attrice statunitense
- Geraldine Ferraro, politica e avvocato statunitense
- Geraldine Fitzgerald, attrice irlandese naturalizzata statunitense
- Geraldine James, attrice britannica
- Geraldine Katt, attrice austriaca
- Geraldine McEwan, attrice britannica
- Geraldine Page, attrice e doppiatrice statunitense
- Geraldine Somerville, attrice irlandese

### Variante femminile Géraldine
- Géraldine Apponyi de Nagyappony, regina d'Albania
- Géraldine Pailhas, attrice francese
- Géraldine Robert, cestista gabonese naturalizzata francese